# Paartherapie
Paartherapie und Eheberatung sind Angebote für Menschen mit Beziehungsproblemen. In diesem Zusammenhang hat der Krankheitsbegriff aus dem medizinischen Bezugsrahmen untergeordnete Bedeutung. Hier spricht man angemessener  von Angehörigenarbeit, wenn einer der Beteiligten oder mehrere eindeutig als Patienten, die psychisch, psychosomatisch und somatopsychisch erkrankt sind, behandelt werden.
Es gibt verschiedene Ansätze in der Paartherapie, deren gemeinsame Ansicht es ist, dass die Beziehungen zwischen Personen zur Entstehung von Störungen beitragen können. Paartherapie wird dabei als eine Modifikation der Familientherapie gesehen, obwohl sie sich zu Anfang individuell in der psychoanalytischen Arbeit mit Paaren und der Eheberatung vertiefen konnte.
Die Grenzen zwischen Paartherapie und Eheberatung sind fließend. In Deutschland sind beide Tätigkeiten als nichtheilkundliche psychologische Tätigkeiten rechtlich nicht separiert. Methodisch ist die Paartherapie beim Therapeuten jedoch oft tiefergehend und längerfristig angelegt, als dies bei der reinen Eheberatung, etwa in einer Beratungsstelle, der Fall ist.
Als Paartherapeuten oder Eheberater sind vor allem Psychologen, Sozialpädagogen und Seelsorger tätig. Angestrebt wird, dass bei Ehekrisen möglichst beide Partner einbezogen werden. Allerdings kann auch die individualpsychologische Arbeit ein Teil des paartherapeutischen Prozesses sein.

## Einfluss auf die Gesundheit
Eine dauerhaft stressende Interaktion mit dem Partner führt nachweislich zu einer psychophysiologischen Auffälligkeit in der hormonellen Stressreaktion sowie zu kardiovaskulären Problemen. Dies legt eine direkte Beeinflussung der Gesundheit in der Partnerschaft durch anhaltende Paarkonflikte nahe.
In einer Studie zu gesundheitlichen Auswirkungen von Belastungen in der Partnerschaft, fanden Fehm-Woltersdorf heraus, dass unglücklich verheiratete Menschen eine stärkere gesundheitliche Belastung aufweisen als unverheiratete Menschen.
Barlow und Craske diskutierten bereits die Bedeutung von Beziehungsproblemen und verminderter Beziehungszufriedenheit als Auslösesituationen für psychische Erkrankungen.
Copper stellte fest, dass ein Mangel an emotionaler und praktischer Unterstützung und aggressives Partnerverhalten Risikofaktoren für das Auftreten von Depressionen darstellen,
Rief und Hiller zeigen in ihren Untersuchungen, dass Personen mit Somatisierungssyndromen häufig unverheiratet, getrennt oder geschieden sind oder erhebliche Eheprobleme haben.
Doctor registriert bei einer Untersuchung von 400 an Agoraphobie leidenden Personen, dass die Trennung oder der Verlust eines Partners und Beziehungsprobleme die häufigsten Auslöser von Panik und Agoraphobie sind. Röskamp weist in ihrer Untersuchung nach, dass Paartherapie positive Effekte auf die psychische Gesundheit hat.

## Themen in Paartherapien
Die Themen, die Paare in eine Paartherapie führen, sind nach Rosmarie Welter-Enderlin (2007):
Beziehungsprobleme durch ein Ungleichgewicht von Autonomie und Bindungserleben. Weitere Themen sind Intimität, Sexualleben, Treue und Affären, Trennung und Scheidung. Außerdem ist die Entscheidung für eine Elternschaft oder für eine kinderlose Partnerschaft ein Thema. Diese Themen stehen miteinander im Zusammenhang.
Themen bei gleichgeschlechtlichen Paaren:
Themen bei schwulen und lesbischen Paaren sind u. a. zurückliegende Gewalt- und Diskriminierungserfahrungen und die sich daraus ergebenden Belastungen für die Beziehung. Ein weiteres Thema ist die Beziehungsgestaltung. Diese muss aufgrund von fehlenden gesellschaftlichen Paarmodellen und -traditionen individuell geschaffen werden.
Auch das coming-out ist ein Thema. Die Einstellungen der Partner können jeweils sehr unterschiedlich sein. Ein coming-out des einen Partners betrifft aber im Regelfall auch den anderen.

## Voraussetzungen
Voraussetzung für eine erfolgreiche Beratung ist die Akzeptanz der beratenden Person durch die Ratsuchenden sowie die Einsicht, dass eine problembehaftete Partnerschaft nicht die „Schuld“ nur eines der Partner ist. Hilfreich ist auch ein Verständnis dafür, dass der Paartherapeut bzw. Eheberater weder Schiedsrichter noch Problemlöser ist, sondern in aller Regel Moderator und Begleiter des paartherapeutischen Prozesses.

## Vorgehen
Beratung meint nicht das Unterrichten von beziehungsrelevantem Wissen, sondern die Vermittlung und Umsetzung von Beziehungskompetenz in das jeweilige individuelle Lebenskonzept. Die Förderung und Stärkung der Autonomie der ratsuchenden Menschen ist dabei zentrales Ziel jeder Paararbeit.
Beispiele für in der Paartherapie angewandte Methoden:
- Gesprächsführung nach Carl Rogers,
- Techniken der Mediation,
- Rollenspiele aus dem Psychodrama (bzw. der Gestalttherapie)
- Kommunikationstraining

Wesentliches Ziel von Beratung ist es, Einzelne, Paare und Familien zu befähigen, ihre Konflikte zu verarbeiten und ein höheres Maß an persönlicher Entfaltungs-, Beziehungs- und Partnerschaftsfähigkeit zu erreichen, und zwar unabhängig von der konkreten Ausgestaltung der jeweiligen Partnerschaft.
Paartherapeuten bemühen sich in der Regel zunächst, einen Rahmen zu schaffen, in dem die Partner ihre verschiedenen Bedürfnisse, Ängste und Befürchtungen zum Ausdruck bringen und abklären können. Dies kann der Ausgangspunkt für einen Verständigungsprozess sein, in dem ein tieferes Verständnis der Partner für die Konfliktdynamik, die eigenen Anteile daran und die Persönlichkeit des jeweils anderen entsteht, sodass im Idealfall eine vertiefte seelische Beziehung mit mehr Flexibilität, Toleranz, Offenheit und Nähe ermöglicht wird. Dieser Prozess kann eine neue Basis für ein Leben miteinander (und nicht gegeneinander) entstehen lassen.

## Therapieansätze
Aufgrund der Vielzahl psychologischer Denkschulen gibt es auch im Bereich der Paartherapie zahlreiche, unterschiedliche Ansätze. Für die Entwicklung und Aufrechterhaltung von Konflikten in Paarbeziehungen stehen folglich verschiedene Erklärungsmodelle zur Verfügung.

### Psychoanalytische Theorien
Psychoanalytisch orientierte Ansätze gehen davon aus, dass chronischen Paarkonflikten neurotische Dispositionen eines oder beider Partner zugrunde liegen können.
Für Fälle, in denen diese neurotischen Dispositionen wie Schlüssel und Schloss zusammenpassen, hat Jürg Willi den Begriff Kollusion geprägt. In diesen Fällen haben (nach Willi) beide Partner bestimmte zentrale Konflikte aus früheren seelischen Entwicklungsphasen in ihrer Persönlichkeit nicht verarbeitet und leben nun entgegengesetzte, sich zunächst aber ergänzende „Lösungen“ dieser inneren Konflikte aus. Willi orientiert sich 1975 bei der Formulierung seiner Kollusionstypen noch an den kindlich-psychoanalytischen Entwicklungsphasen – später fügt er weitere hinzu. Bei Paaren, bei denen z. B. eine narzisstische Störung im Vordergrund steht, findet sich oft eine Konstellation, in der einer der Partner bewundert werden will und der andere ihn gern bewundert und idealisiert, seinen eigenen nicht gelebten Narzissmus – im Sinne einer interpersonalen Abwehr – also an den anderen delegiert, während gleichzeitig ein Stück von dessen grandiosem Abglanz auch auf ihn als Partner fällt. Im Zusammenleben kommt es im Laufe der Zeit oft zu einer zunehmenden Polarisierung innerhalb eines kollusiven neurotischen Arrangements, mit der Folge, dass die dann gelebten Extrempositionen für einen oder beide Partner belastend werden (wenn beispielsweise der eine Partner immer unselbstständiger, der andere immer selbstständiger und dominanter wird).

### Humanistische Psychologie
In der Tradition der humanistischen Psychologie, insbesondere der Gestalttherapie, steht das von Michael Cöllen entwickelte Verfahren der Paarsynthese. Seine zentrale Annahme ist, dass Liebe und Intimität als frühe Antriebskräfte des Lebens wirken. Die emotional-intime Bindung wird als entscheidender Faktor der Persönlichkeitsentwicklung gesehen, insbesondere in ihrer Auswirkung auf die Liebes- und Konfliktdynamik des Paares. Die therapeutische Arbeit konzentriert sich auf die Verdeutlichung und Bearbeitung paardynamisch wirkender narzisstischer Störungen, die Förderung des intimen Austausches auf den Dialogebenen Körper, Gefühl, Sprache, Seele und Zeit sowie auf ein Verständnis von Liebe als Sinn- und Lebensorientierung.

### Emotionsfokussierte Paartherapie
Die emotionsfokussierte Paartherapie (EFT) ist eine Intervention, die explizit darauf abzielt, die Beziehungszufriedenheit eines Paares zu verbessern, indem ihre Bindung zueinander sicherer gemacht wird. In der Emotionsfokussierten Paartherapie geht es um die Wiederherstellung einer liebevollen Verbindung beider Partner. Beide Partner lernen mehr Offenheit und Verständnis füreinander zu entwickeln. Des Weiteren wird den Paaren geholfen, alte Bindungsverletzungen zu heilen. Die emotionsfokussierte Therapie ist in der Bindungstheorie verankert und betrachtet die Veränderung von Bindungsschemata als wesentlich für die Verbesserung der Zufriedenheit in Beziehungen.

### Mehrgenerationen-Therapie
Ein weiterer paartherapeutischer Ansatz kommt aus der Mehrgenerationen-Familientherapie. Diesem Modell folgend, wird der Ausgangspunkt der Paarkonflikte in den Herkunftsfamilien der beiden Partner vermutet. Dabei wird davon ausgegangen, dass über mehrere Generationen hinweg ein „familiärer Grundkonflikt“ besteht, den das Paar im Heute wiederbelebt. Zentrale Begriffe sind hierbei beispielsweise Loyalität und die sich daraus ergebenden Bindungen, sowie der Begriff der Delegation und die widersprüchlichen Aufträge aus den Herkunftsfamilien.

### Systemische Therapie
Bei der Systemischen Paartherapie steht die Frage im Mittelpunkt, durch welche „zirkulären Prozesse“ die Konflikte des Paares aufrechterhalten werden. Hierbei wird zwischen der Ebene des Verhaltens, der Interaktionsmuster und der Wirklichkeitskonstruktionen unterschieden. Zentrale Begriffe der systemischen Paartherapie sind unter anderen Zirkularität, Reframing, Neutralität, Lösungs- und Ressourcenorientierung und positive Konnotation.

### Kommunikationspsychologie
Kommunikationspsychologische Ansätze in der Paartherapie versuchen, die Kommunikationsformen der Partner zu verbessern und so ein besseres emotionales Verständnis füreinander zu entwickeln. So hat der Psychologe John Gottman gemeinsam mit seinem Forschungspartner Robert W. Levenson typische Kommunikationsmuster beschrieben und als die „vier apokalyptischen Reiter einer Paarbeziehung“ bezeichnet, die geeignet sind, eine Ehe bzw. intime Beziehung dauerhaft zu ruinieren:
1. Kritik: Schuldzuweisungen und Anklagen, die ihren Höhepunkt in einer generellen Verurteilung des Partners finden
2. Verteidigung mit Rechtfertigung und Verleugnung der eigenen Anteile, die zum Konflikt beitragen
3. Verachtung und Geringschätzung des Partners
4. „Mauern“, Schließen der Schotten und Rückzug

Die Demonstration der eigenen Macht wird – auch als Abwehr von Ohnmachtsgefühlen – auf allen Stufen eines Konfliktverlaufs eingesetzt und gelegentlich, so von dem Berliner Wissenschaftsautor Bas Kast, als „fünfter apokalyptischer Reiter“ bezeichnet.
Eine Kritik an diesen Ansätzen besteht darin, dass die Lösung partnerschaftlicher Konflikte hier auf die Nutzung von kommunikativen Techniken reduziert wird. Implizit wird hierdurch die Haltung transportiert, dass eine Verhaltensänderung eintrainiert werden kann. Gerade differenzierungsorientierte Ansätze in der Paartherapie behaupten, dass auch eine Störung der Paarbeziehung eine Kommunikation ist und dass diese im Kontext der Partnerschaft immer auch einen Lösungsversuch, wenn auch mit hohen Folgekosten, darstellt. Diese Kommunikation nicht zu würdigen, führt in der Regel dazu, dass die Botschaft sich der bewussten Auseinandersetzung entzieht, allerdings weiterhin die Beziehung beeinflusst.

### Eklektizismus
Ein eklektizistischer Ansatz ist die „Imago-Therapie“ von Harville Hendrix und Helen Hunt, die psychoanalytische Theorie, Tiefenpsychologie, Behaviorismus, systemische Theorie, Gestalttherapie, Transaktionsanalyse und kognitive Therapie verbindet. Die traditionelle Therapeuten-Klienten Beziehung wird in der Imago-Therapie in die Hände des Paares selbst gelegt.
Einen ähnlich disziplinübergreifenden Ansatz verfolgt die systemisch-integrative Paartherapie, die in Deutschland vor allem von Hans Jellouschek und Friederike von Tiedemann publiziert wurde. Hier überwiegt der systemische Therapieansatz und wird mit Modellen und Interventionen aus benachbarten Disziplinen angereichert.

### Moderne Ansätze in der Paartherapie
Paartherapie und Sexualtherapie wurden lange Zeit und werden vielfach immer noch als getrennte Domänen verstanden. Moderne paartherapeutische Ansätze trennen hier nicht mehr und gehen davon aus, dass die Sexualität nicht isoliert betrachtet werden kann und auch, dass Paarkonflikte und -Probleme häufig auch einen sexuellen Kern haben. Getreu dem Axiom Watzlawicks „man kann nicht nicht kommunizieren“ wird hier der Vorstellung widersprochen, man könne über die reine Veränderung der Kommunikation und des Kommunikationsverhaltens die Beziehungsqualität oder gar die Sexualität verändern. Auch eine nicht vorhandene Sexualität ist bereits eine kommunikative Botschaft der beiden Partner in einer Beziehung mit einer ganz bestimmten Bedeutung. Diese kommunikativen Botschaften können als Grundlage eines Paar- und sexualtherapeutischen Entwicklungsprozesses genommen werden. Weiteres Merkmal dieser Ansätze ist, dass eher auf bisher unausgesprochene Aspekte, Unterschiedlichkeiten der Partner oder auch unsichere Kommunikationsbereiche, wie beispielsweise tabuisierte Inhalte / Schattenaspekte fokussiert wird. Diese so vorgehenden Ansätze kann man auch als differenzierungsorientiert (im Gegensatz zu „bindungsorientiert“) bezeichnen. Zu den modernen Ansätzen in diesem Sinne zählen die systemische Sexualtherapie.

## Wirksamkeit
80 bis 90 Prozent der Paare, welche sich nach eigenen Angaben in einer schweren Krise befinden oder sich scheiden lassen, berichten, keine Paarberatung oder Paartherapie in Anspruch zu nehmen.
Aufgrund der Tatsache, dass viele Paare sich erst relativ spät professionelle Hilfe suchen, hat die Paartherapie nur eine beschränkte Wirksamkeitsquote, wonach rund zwei Drittel nach der Therapie eine Besserung erfahren, von denen 40–50 % auch klinisch als gebessert bezeichnet werden können. Die vorgenannten Studien stammen allerdings bereits aus den frühen 2000er-Jahren.
Eine Meta-Analyse aus dem Jahr 2020 kommt zu optimistischeren Ergebnissen.

## Paartherapie-Forschung
International wird zur Effizienz und Effektivität von Paartherapie allgemein, und auch zur Wirksamkeit spezieller Methoden und Interventionen geforscht und publiziert. Gerade aus den USA und Kanada kommen Studien und Meta-Analysen mit relativ großen Stichproben. Nichtsdestotrotz ist paartherapeutische Forschung vielen Limitationen unterworfen, da sie sehr tief in die Privatsphäre der Untersuchten eingreift, auf Selbstauskünfte der Betroffenen angewiesen ist und diese in der Regel eine Selbstselektion anwenden. So werden Unterschiede in den Untersuchungsergebnissen zwischen randomisierten klinischen Studien und Feldstudien berichtet. Einen Einblick in die internationale Studienlage vermittelt ein deutschsprachiger Newsletter.
Eine Studie von Anderson et al. aus dem Jahr 2025 wertete 48 quantitative Studien aus 40 Jahren Forschung aus, um herauszufinden, wie Paartherapie wirkt. Dabei unterschieden die Autoren 4 Kategorien nach Doss (2004), nämlich therapiebezogene Veränderungsprozesse, klientenbezogene Veränderungsprozesse, vermittelnde Variablen und die Therapieergebnisse. Die Studie kommt zu dem Schluss, dass die Forschung bislang noch nicht lückenlos erklären kann, wie Therapieprozesse aufgebaut sein müssen, um zu wirken.
Weitere Studien untersuchten den Unterschied zwischen Paartherapien in persönlichen Treffen oder Online-Treffen. Laut einer peer-reviewed-Studie aus dem Jahr 2022 kann eine Online-Paartherapie genauso effizient und effektiv wie eine Paartherapie vor Ort sein. Eine weitere nicht-peer-reviewed-Studie aus dem Jahr 2023, die eine Stichprobe von 1157 Paaren analysiert hat, stellte fest, dass die Herstellung der therapeutischen Allianz bei einer Online-Paartherapie eine größere Herausforderung sein kann als bei einer Paartherapie vor Ort.